# Muzeum Ziemi Otwockiej w Otwocku
Muzeum Ziemi Otwockiej im. Michała Elwiro Andriollego – muzeum z siedzibą w Otwocku. Placówka jest miejską jednostką organizacyjną i działa w strukturach Miejskiego Ośrodka Kultury Turystyki i Sportu.
Placówka została otwarta w 1994 roku. Do 1996 roku zbiory prezentowane były w piwnicach otwockiego ratusza. Wówczas to placówka otrzymała budynek – willę przy ul. Narutowicza 2, zwaną „Bermanówką”. Budynek został zbudowany w latach 1954–1956 dla Jakuba Bermana – członka prezydium Komisji Bezpieczeństwa KC PZPR, nadzorującego aparat represji stalinowskich po II wojnie światowej. Sam Berman mieszkał tu krótko w 1956 roku i został zmuszony do opuszczenia willi w wyniku politycznej odwilży po śmierci Józefa Stalina.
Aktualnie w ramach muzealnej ekspozycji stałej prezentowane są wystawy:
- historyczne, poświęcone historii miasta począwszy od pradziejów (zabytki kultury świderskiej) po czasy współczesne. Osobne ekspozycje ukazują wizerunki miasta na rysunkach i fotografiach oraz dzieje tutejszej społeczności żydowskiej,
- architektoniczna, poświęcona stylowi świdermajer,
- etnograficzna, ukazująca kulturę ludową regionu kołbielskiego,
- biograficzna, poświęcona patronowi muzeum, Michałowi Elwiro Andriollemu.

Muzeum jest obiektem całorocznym. W gmachu muzeum działa również galeria sztuki, nosząca imię Bogdana Stodulnego.